# Эманда
Эманда (также Эманджа, Эмандя, Иэма) — пресноводное озеро в Томпонском районе Якутии, на обширном Янском плоскогорье у северо-восточного склона Верхоянского хребта, в правобережье реки Дербеке. Является наиболее крупным из озёр района.

## Общие сведения
Площадь озера 33,1 км². Площадь водосбора составляет 179 км2. Высота над уровнем моря — 671 м. Протяжённость озера 9,0 км, средняя ширина составляет 6,8 км. Максимальная глубина достигает 16,8 м

## Описание
Предположительно имеет смешанное термокарстово-тектоническое происхождение. Впадает река Синоптик и несколько ручьёв. На севере вытекает река Сян, впадающая в Дербеке (бассейн Яны).  Берега холмистые, поросшие кустарником и редколесьем. На северном берегу озера, у впадения реки Синоптик, находится метеостанция Росгидромета «Иэма». Острова отсутствуют. В период ледостава через озеро проходит автозимник Тополиное — Токума.
Озеро богато рыбой, обитает налим, щука, хариус.
В 2017 году ученые Северо-Восточного федерального университета совместно с коллегами из университетов Кёльна, Потсдама и Санкт-Петербурга провели научную экспедицию в район Эманды, включающую лимнологические и седиментологические исследования.